# Geprüfte Qualität – Bayern
Geprüfte Qualität – Bayern (kurz: GQ-Bayern oder GQ-B bzw. GQB) ist ein Qualitäts- und Herkunftssicherungssystem für pflanzliche und tierische Lebensmittel aus der Lebensmittelerzeugung und -verarbeitung. Ziel ist es, landwirtschaftliche und ernährungswirtschaftliche Produkte von hoher gesicherter Qualität herzustellen, zu sichern und zu vermarkten.
Die Zertifizierung erfolgt über ein Kontrollsystem, das Futtermittel- und Lebensmitteluntersuchungen und Herkunftskontrollen durchführt. Das dreistufige Kontrollsystem umfasst Eigenkontrolle, externe Kontrolle durch Zertifizierungsstellen sowie über eine staatliche Systemaufsicht.
Träger des Zeichens Geprüfte Qualität – Bayern ist der Freistaat Bayern, vertreten durch das Bayerische Staatsministerium für Ernährung, Landwirtschaft, Forsten und Tourismus (StMELFT).

## Geschichte
Vorgänger des aktuellen Programms war das 1985 eingeführte Programm Qualität aus Bayern – Garantierte Herkunft. Um neuen Entwicklungen in der EU gerecht zu werden, wurde das Programm 2002 neu ausgerichtet und Geprüfte Qualität – Bayern eingeführt. Begonnen mit dem Produktbereich Rinder und Rindfleisch, umfasst das Programm inzwischen 26 tierische und pflanzliche Produktbereiche der Lebensmittelerzeugung und -verarbeitung.
Da die Systemkontrolle entlang der gesamten Produktionskette bis zur Verbraucherabgabe stattfindet, werden neben den Erzeugerbetrieben auch zahlreiche Schlacht- und Zerlegebetriebe, Mühlen, Großbäcker, Großhändler, Gastronomiebetriebe, Direktvermarkter und Lebensmitteleinzelhandelsbetriebe kontrolliert.
Ende 2023 nahmen ca. 12.779 Betriebe an dem Programm teil. Der größte Anteil entstammt dem Produktbereich Rinder / Rindfleisch mit ca. 9.185 Erzeugerbetrieben.

## Produktbereiche
Die derzeit aktiv genutzten Produktbereiche mit den im Handel erhältlichen Produkten zeigt folgende Tabelle:
| Geprüfte Qualität – Bayern Produktbereiche        | Produkte | Lebensmittel mit GQ-Zutaten | Programmteilnehmer (Erzeugerbetriebe) | Zeichennutzer                   |
| ------------------------------------------------- | --- | --- | ------------------------------------- | ------------------------------- |
| Rinder und Rindfleisch / (Kälber und Kalbfleisch) | Rindfleisch (Kalbfleisch) – Teilstücke | Bratwurst, Käseknacker, Fleischwurst, Rindsleberwurst, Kalbsbrät etc. | 9.185                                 | 54                              |
| Schweine und Schweinefleisch                      | Schweinefleisch – Teilstücke | Bratwurst, panierte Schnitzel, Fleischwurst, Leberkäse, Weißwurst, Lyoner, Debrecziner, Wiener, Pfefferbeißer, Salami, Käsekrainer, Presssack, Mettwurst, Wurstsalat, etc. | 2.111                                 | 63                              |
| Milch und Milcherzeugnisse                        | Vollmilch, H-Milch, Butter, Käse, Joghurt, Quark, Schlagrahm, Milchspeiseeis, andere Milcherzeugnisse | | 454                                   | 16                              |
| Masthähnchen und Masthähnchenfleisch              | Masthähnchen – Teilstücke | | 158                                   | 16                              |
| Lämmer und Lammfleisch                            | Lammfleisch – Teilstücke | Cevapcici | 0                                     | 4                               |
| Puten und Putenfleisch                            | Putenfleisch – Teilstücke | Fleischwurst, Gelbwurst, Leberwurst, panierte Schnitzel etc. | 67                                    | 15                              |
| Gehegewild und Fleisch von Gehegewild             | Dam-, Rot-, Sika- und Muffelwild | | 3                                     | 2                               |
| Eier                                              | Frische Eier, Brotzeiteier (gekocht), gefärbte Eier, Aufschlageier (zur Weiterverarbeitung) | | 113                                   | 80                              |
| Honig                                             | Honig | | 5                                     | 4                               |
| Getreide                                          | Weizen, Dinkel, Roggen, Durum, Hafer, Mais, Gerste, Emmer, Einkorn | | 290                                   | 21                              |
| Mehl und Mühlenprodukte                           | Weizen-, Dinkel- und Roggenmehl, Hartweizengrieß | Diverse Lebkuchen | 0                                     | 18                              |
| Teigwaren                                         | Verschiedene Nudelsorten, Spätzle | Maultaschen | 0                                     | 4                               |
| Brot und Kleingebäck                              | Weizenmischbrot, Sonnenblumenbrot, Quarkbrot, Kartoffelbrot, Baguette, Roggenbrot, etc. Semmeln (inkl. Aufbackware), Brezen, Käsestange, etc. | | 0                                     | 9 Bäckereien (mit 205 Filialen) |
| Feinsauere Delikatessen / Gemüsekonserven         | Essiggurken, Sellerie, Rote Beete, Rotkohl, Sauerkraut usw. | | 0                                     | 10                              |
| Gemüse einschließlich Salate                      | Auberginen, Artischocken, Blumenkohl, Brokkoli, Champignons, Chinakohl, Fenchel, Gelbe Rüben, Gurken, Ingwer, Knoblauch, Kohlrabi, Kraut, Diverse Topf-Kräuter, Lauch, Mangold, Melonen, Paprika, Petersilie, Rettich, Radieschen, Rosenkohl, Rote Beete, Rucola, Sellerie, diverse, Blattsalate, Spargel, Speisekürbis, Spinat, Tomaten, Wirsing, Zucchini, Zuchtpilze, Zuckermais, Zwiebeln, etc. | Ketchup | 391                                   | 138                             |
| Obst                                              | Äpfel, Birnen, Kirschen, Zwetschgen, Aprikosen/Marillen, Erdbeeren, Strauchbeeren (Himbeeren, Brombeeren, Johannisbeeren, Stachelbeeren, Heidelbeeren), Quitten | | 436                                   | 41                              |
| Raps-Speiseöl                                     | Raps-Speiseöl | | 12                                    | 2                               |
| Speise-/Veredelungskartoffeln                     | Frische Kartoffeln | Schälkartoffeln, Knödelteig, Kartoffelknödel, Bratkartoffeln, Pommes frites, Kartoffelsalat, Kartoffelgratin, etc.                                                         | 598                                   | 68                              |
| Wein und Sekt                                     | Wein, Sekt, Perlwein | | 0                                     | 2                               |
| Christbäume                                       | Weihnachtsbaum, Christbaum, Schnittgrün | | 16                                    | 14                              |
| Fische                                            | Karpfen, Forellen, Saiblinge | | 0                                     | 0                               |
| Saft                                              | Apfelsaft | | 0                                     | 1                               |
| Senfkörner                                        | Senf | | 2                                     | 0                               |
| Bier                                              | verschiedene Biersorten | | 0                                     | 0                               |

| Betriebe                                                           | Programmteilnehmer (Erzeugerbetriebe) | Zeichennutzer  |
| ------------------------------------------------------------------ | ------------------------------------- | -------------- |
| Gastrobetriebe/ -lieferanten                                       | 0                                     | 20             |
| Tiertransporteure                                                  | 0                                     | 369            |
| Beteiligte Betriebe (ohne LEH/Bäckereifilialen, Tiertransporteure) | 13.841                                | 449            |
| Lebensmitteleinzelhandel                                           | 0                                     | 2.896 Filialen |

Stand: 31. Dezember 2021

## Zeichen
Um Geprüfte Qualität – Bayern-Lebensmittel zu kennzeichnen, wurde ein Zeichen entwickelt. Dieses Zeichen besteht aus einem weiß-blauen ovalen Logo mit bayerischen Rauten und dem Schriftzug Geprüfte Qualität und das Wort Bayern. Die Zeichennutzung ist nicht allen Programmteilnehmern gestattet, sondern nur den Zeichennutzern, die einem aufwändigeren Kontrollverfahren als reine Programmteilnehmer (i. d. R. Erzeugerbetriebe) unterliegen.
Lizenznehmer des Geprüfte Qualität – Bayern-Zeichens können Organisationen, Verbände oder Zusammenschlüsse in den Mitgliedsstaaten der Europäischen Union im Bereich der Land- und Ernährungswirtschaft werden, welche die Durchführung der nach der Zeichensatzung erforderlichen Nachweise und die Einhaltung der darin festgelegten Bestimmungen gewährleisten können.
Regionalsiegel

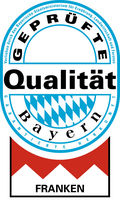
Siegel „Geprüfte Qualität - Franken“

Am 28. November 2012 wurde ein Regionalsiegel eingeführt. Es kombiniert die Standards des Siegels Geprüfte Qualität – Bayern mit der Herkunft aus einem klar definierten Gebiet innerhalb Bayerns. Das bekannte weiß-blaue GQ-Siegel wird dazu durch einen regionsspezifischen Zusatz mit leicht erkennbarem Logo ergänzt. Derzeit gibt es zwei Regionalsiegel:
- Geprüfte Qualität – Ammergauer Alpen
Die Rohwaren stammen aus den Gemeinden Ettal, Oberammergau, Unterammergau, Saulgrub, Bad Kohlgrub und Bad Bayersoien. Auch die Verarbeitung muss in diesem Gebiet erfolgen.
- Geprüfte Qualität – Franken
Die Rohwaren stammen aus den Regierungsbezirken Oberfranken, Mittelfranken und Unterfranken. Auch die Verarbeitung muss in diesem Gebiet erfolgen.

## Zertifikate

### Kontrollen
Alle Teilnehmer am Programm Geprüfte Qualität-Bayern werden in regelmäßigen Abständen hinsichtlich der Einhaltung der Programmvorgaben kontrolliert. Seit dem Programmstart im Jahre 2002 bis Ende 2023 wurden über 160.700 Erst- und Folgekontrollen auf Erzeugerbetrieben durchgeführt, bei Unternehmen der Be- und Verarbeitung (z. B. Abpackbetriebe, Mühlen, Handel, Direktvermarkter) waren es über 5.800 Kontrollen. Des Weiteren gab es bisher gut 26.000 untersuchte Proben bei Lebensmitteln und gut 117.000 untersuchte Proben bei Futtermitteln.
Insgesamt wurden von den 160.700 Erst- und Folgekontrollen der Zertifizierungsstellen auf Erzeugerebene 156.700 erfolgreich absolviert. Somit mussten ca. 4.000 (2,5 %) der Erzeugerbetriebe die Zulassung zu GQ-Bayern verweigert oder aus dem Programm ausgeschlossen werden.

### Verstöße
Bei festgestellten Mängeln oder Verstößen werden Maßnahmen zur Behebung vereinbart. Die weitere Zulassung ist abhängig vom Ergebnis der Nachkontrolle. Werden die Voraussetzungen zur Vergabe nicht mehr eingehalten, droht eine Vertragsstrafe bis zu einer Höhe von 25.000 Euro. Bei erneutem oder erstmalig schwerwiegendem Verstoß gegen die Bestimmungen wird die Lizenz entzogen.
Die Entscheidungen über die Maßnahmen werden vom Staatsministerium für Ernährung, Landwirtschaft, Forsten und Tourismus getroffen.

## Kritik
Am Siegel Geprüfte Qualität-Bayern kritisierten die bayerischen Grünen, dass das Tierwohl nur unzureichend berücksichtigt werde. Zwar werden Transportzeiten eingeschränkt, jedoch sind die Bio-Standards bei der Tierhaltung höher. Die Vorgaben des Siegels lägen insgesamt nur minimal über den gesetzlichen Standard.
2020 wurde eine Petition zur Neuregelung des Futtermitteleinsatzes sowie der Tierschutzkriterien gestartet. Mit 1.563 Unterschriften wurde diese dem Agrarausschuss des Landtags vorgelegt. Mit der Stimmenmehrheit von CSU, Freien Wählern, FDP und AfD kam es jedoch nicht zur Annahme.